# Llanuras de Oropesa, Lagartera y Calera y Chozas
Llanuras de Oropesa, Lagartera y Calera y Chozas este o arie protejată (arie specială de conservare — SAC, sit de importanță comunitară — SCI, arie de protecție specială avifaunistică — SPA) din Spania întinsă pe o suprafață de 15.046,07 ha, integral pe uscat.

## Localizare
Centrul sitului Llanuras de Oropesa, Lagartera y Calera y Chozas este situat la coordonatele 39°56′02″N 5°17′02″W / 39.934°N 5.284°V.

## Înființare
Situl Llanuras de Oropesa, Lagartera y Calera y Chozas a fost declarat sit de importanță comunitară în decembrie 1997 pentru a proteja 47 de specii de animale. Alte tipuri de protecție:
- arie de protecție specială avifaunistică (în iulie 2005)[2]
- arie specială de conservare (în februarie 2017)[1][3][4]

## Biodiversitate
Situată în ecoregiunea mediteraneană, aria protejată conține 10 habitate naturale: Galerii de Salix alba și de Populus alba, Tufărișuri termo-mediteraneene și de pre-deșert, Pseudostepă cu ierburi și specii anuale de Thero-Brachypodietea, Pajiști umede mediteraneene cu ierburi înalte de Molinio-Holoschoenion, Dehesas cu Quercus spp. perene, Galerii și tufărișuri riverane sudice (Nerio-Tamaricetea și Securinegion tinctoriae), Lacuri eutrofice naturale cu vegetație de tip Magnopotamion sau Hydrocharition, Păduri de Quercus ilex și Quercus rotundifolia, Păduri termofile cu Fraxinus angustifolia, Iazuri temporare mediteraneene.
La baza desemnării sitului se află mai multe specii protejate:
- păsări (46): uliu porumbar (Accipiter gentilis), fâsă de pădure (Anthus spinoletta), Aquila adalberti, Bubulcus ibis, pasărea ogorului (Burhinus oedicnemus), ciocârlie-cu-degete-scurte (Calandrella brachydactyla), Certhia brachydactyla, barză albă (Ciconia ciconia), erete de stuf (Circus aeruginosus), erete vânăt (Circus cyaneus), erete cenușiu (Circus pygargus), dumbrăveancă (Coracias garrulus), Elanus caeruleus, șoim de iarnă (Falco columbarius), Falco naumanni, șoimul rândunelelor (Falco subbuteo), vânturel roșu (Falco tinnunculus), cinteză (Fringilla coelebs), ciocârlan (Galerida cristata), Galerida theklae, cocor (Grus grus), capîntortură (Jynx torquilla), Lanius excubitor meridionalis, ciocârlie de pădure (Lullula arborea), ciocârlie de bărăgan (Melanocorypha calandra), gaia neagră (Milvus migrans), gaia roșie (Milvus milvus), codobatura galbenă (Motacilla flava), muscar sur (Muscicapa striata), pietrar mediteranean (Oenanthe hispanica), pietrar sur (Oenanthe oenanthe), dropie (Otis tarda), ciuf-pitic (Otus scops), codroșul de pădure (Phoenicurus phoenicurus), Prunella collaris, Pterocles alchata, Pterocles orientalis, pițigoi-pungar (Remiz pendulinus), lăstun de mal (Riparia riparia), turturică (Streptopelia turtur), silvie roșcată (Sylvia cantillans), Sylvia conspicillata, spârcaci (Tetrax tetrax), pănțărușul (Troglodytes troglodytes), pupăză (Upupa epops), nagâț (Vanellus vanellus)
- amfibieni (1): Discoglossus galganoi

Pe lângă speciile protejate, pe teritoriul sitului au mai fost identificate 50 de specii de păsări, 3 specii de amfibieni, 1 specie de reptile.